# Valle d'Aosta Open
El Valle d'Aosta Open es un torneo profesional de tenis. Pertenece al ATP Challenger Tour. Se juega desde el año 2011 sobre pistas duras bajo techo, en Courmayeur, región de Valle de Aosta, Italia.

## Palmarés

### Individuales
| Año  | Campeón       | Finalista     | Resultado   |
| ---- | ------------- | ------------- | ----------- |
| 2011 | Nicolas Mahut | Gilles Müller | 7–6(4), 6–4 |

### Dobles
| Año  | Campeones                  | Finalistas                        | Resultado |
| ---- | -------------------------- | --------------------------------- | --------- |
| 2011 | Marc Gicquel Nicolas Mahut | Olivier Charroin Alexandre Renard | 6–3, 6–4  |